# Лурей (Виргиния)
Лурей (англ. Luray) — город и административный центр округа Пейдж в штате Виргиния в Соединённых Штатах Америки.
По данным переписи 2020 года, население города составляло 4 тысячи 831 человек.

## История
Город был основан Уильямом Стэйджем Мэри (англ. William Staige Marye) в 1812 году, потомком семьи, родом из французского городка Лурей (откуда и название).

## География
По данным Бюро переписи населения США, общая площадь города составляет 4,8 квадратных миль (12 км2), из которых 4,7 квадратных миль (12,3 км2) занимает суша и 0,21% — водная поверхность.